# امیر کرور سوری
امیر کرور سوری (به پشتو: امیر کروړ سوری) به گفتهٔ پُته خَزانه «یک کتاب بدون صحت تاریخی» (گنجینه پنهان)، قدیمی‌ترین شاعر پشتو است که یک منظومهٔ حماسی او را مؤلف کتاب پته خزانه به استناد تاریخ سوری نقل کرده است.
اما پشتون بودن امیر کرور واینکه نخستین شعر پشتو را او سروده باشد. در کتاب‌های تاریخی عربی و فارسی و در هیچ‌یک از منابع معتبر وجود ندارد. تنها منبعی که از او یاد می‌کند، پته خزانه (گنجینهٔ پنهان) است. پژوهشگران و زبان‌شناسان اصل بودن کتاب پته خزانه و واقعی بودن اطلاعات آن را مورد شک و تردید زیادی دانسته و آن را ساختگی در قرن بیستم میلادی می‌دانند.
نام امیر کرور در کتاب پته خزانه آمده و در آنجا گفته شده که نام او در کتابی به نام «لرغونی پشتانه» یعنی افغان‌های قدیم، نوشته شیخ کته در سال ۷۵۰ه- ق به‌نقل از کتاب «تاریخ سوری» تألیف محمد بن علی بستی (۶۵۰ه- ق/۷۳۱ش/۱۲۵۲م) آمده.
بنا برگفته پُته خَزانه، امیر کرور پسر امیر پولاد سوری است.
امیر پولاد یکی از فرزندان امیر شنسب است که دامنه‌های کوهستان غور را در تصرف داشت و در سال ۱۳۹ ه‍.ق/ ۷۵۶ م. در مندش غور امیر بود و همیشه به کمک ابومسلم خراسانی می‌شتافت.
امیر کرور در سال ۱۵۴ ه‍.ق/۱۴۹ خورشیدی/ ۷۷۰ م. در جنگل‌های پوشنگ هرات درگذشته است.